# (3638) Davis
(3638) Davis (1984 WX) – planetoida z grupy pasa głównego asteroid okrążająca Słońce w ciągu 5,24 lat w średniej odległości 3,01 au Odkrył ją Edward Bowell 20 listopada 1984 roku.